# Brett Dutton
Brett Dutton (Hurstville, Nova Gal·les del Sud, 18 de novembre de 1966) va ser un ciclista australià. Es va especialitzar en la pista on va guanyar una medalla de bronze als Jocs Olímpics de Seül.

## Palmarès
- 1986
  - Medalla d'or als Jocs de la Commonwealth en Persecució per equips als
- 1987
  -  Campió d'Austràlia en Madison
- 1988
  -  Medalla de bronze als Jocs Olímpics de Seül en Persecució per equips (amb Dean Woods, Stephen McGlede, Wayne McCarny i Scott McGrory)
- 1991
  -  Campió d'Austràlia en Madison